# Tapak Moge Timur
Tapak Moge Timur is een bestuurslaag in het regentschap Aceh Tengah van de provincie Atjeh, Indonesië. Tapak Moge Timur telt 347 inwoners (volkstelling 2010).